# 에마누엘레 비라렐리
에마누엘레 비라렐리(이탈리아어: Emanuele Birarelli, 1981년 2월 8일~)는 이탈리아의 전직 배구 선수로 포지션은 미들들로커이다. 선수 시절 동안 이탈리아 리그에서만 활동했으며, 리그 우승 4회, 코파 이탈리아 우승 3회, 수페르코파 이탈리아나 우승 2회 CEV 챔피언스리그 우승 3회, FIVB 클럽 선수권 대회 우승 4회 달성했다.
국제 대회에서 이탈리아 배구 국가대표팀의 일원으로 활약했으며, 올림픽에 3번(2008년, 2012년, 2016년) 참가하였으며, 2016년 올림픽에서 은메달, 2012년 올림픽에서 동메달을 획득했다.